# Slädparti
Ett slädparti är en utflykt som arrangeras av hästägare med slädar på vintern. Ofta smyckas hästarna och slädarna och förses med bjällror, färgglada tyger och facklor. Slädarna samlades vid en överenskommen plats eller anslöt på en förutbestämd rutt. Eventuellt pausades slädpartiet för fika, dryck eller lättare förtäring innan den nådde målet. Målet kunde vara en gästgivargård, en av deltagarnas gårdar eller en samlingslokal. Ibland ordnades slädpartierna av stadsfolk och slutade vid en gård på landet. Väl framme hölls en festmåltid med smörgåsbord från gästgivaren eller medhavd mat och dryck. Efter festligheterna gick hemfärden enskilt eller i grupp.
Slädpartier var vanliga kring förra sekelskiftet men anordnas fortfarande av intresseföreningar.